# Исидор Александрийский
Иси́дор Александри́йский (др.-греч. Ἰσίδωρος ὁ Ἀλεξάνδρειος; V век) — античный философ-неоплатоник, представитель Афинской школы неоплатонизма, ученик Марина.
Исидор жил в Афинах и Александрии. Преемник Марина по схолархату Платоновской Академии, известен по своей биографии, составленной его учеником Дамаскием. Из этой биографии вырисовывается образ больше восторженного энтузиаста, чем собственно мыслителя и философа. Исидор не придавал большого значения учености ввиду «слабости человеческого разума». По Дамаскию, Исидор находил «близость к уму» и его «остроту» не в «удобоподвижной фантазии» как «даровании, основанном на мнениях», и не в «размышлении об истине, проворном на ходу и живучем», но в «божественном нисхождении», которое он называл «счастливым уделом»; то есть теоретические исследования Исидор ставит ниже божественного озарения. Тем не менее, Исидор высоко ставил Порфирия, Ямвлиха, Сириана и Прокла.